# Fontaine Delille
Pour les articles homonymes, voir Delille (homonymie).
La fontaine Delille est une fontaine fin XIXe siècle située sur la place Delille à Clermont-Ferrand, en Auvergne.

## Histoire
Elle a été construite en 1875 et se trouve sur le terre-plein central de la place Delille.
Elle est inscrite aux monuments historiques depuis 2007.